# Antonio Siciliano
Antonio Siciliano (* 4. Februar 1936 in Taurianova) ist ein italienischer Filmeditor. Seit 1970 arbeitete er bei mehr als 170 Film- und Fernsehproduktionen mit. Dabei arbeitete er u. a. mehrfach mit dem Regisseur Damiano Damiani zusammen.

## Filmografie (Auswahl)
- 1971: Tara Pokì
- 1971: Der Clan, der seine Feinde lebendig einmauert (Confessione di un commissario di polizia al procuratore della repubblica)
- 1971: Vier Fäuste für ein Halleluja (…continuavano a chiamarlo Trinità)
- 1972: Allein gegen das Gesetz (Il vero e il falso)
- 1972: Das Geheimnis der grünen Stecknadel (Cosa avete fatto a Solange?)
- 1972: Zwei Himmelhunde auf dem Weg zur Hölle (Più forte, ragazzi!)
- 1973: Auf verlorenem Posten (La polizia è al servizio del cittadino?)
- 1974: Der Tod trägt schwarzes Leder (La polizia chiede aiuto)
- 1976: Bewaffnet und gefährlich (Liberi armati pericolosi)
- 1977: Wenn du krepierst, lebe ich! (Autostop rosso sangue)
- 1978: Covert Action – Rauschgift tötet leise (Sono stato un agente C.I.A.)
- 1979: Der Millionenfinger (Mani di velluto)
- 1980: Meine Frau ist eine Hexe (Mia moglie è una strega)
- 1980: Der gezähmte Widerspenstige (Il bisbetico domato)
- 1981: Asso
- 1981: Gib dem Affen Zucker (Innamorato pazzo)
- 1982: Wild trieben es die alten Hunnen (Attila flagello di Dio)
- 1985: Der Größte bin ich (Lui è peggio di me)
- 1986: Der Brummbär (Il burbero)
- 1992: Racheengel (L’angelo con la pistola)
- 1995: Trinity und Babyface (Trinità & Bambino… e adesso tocca di noi)
- 2002: Ein Leben für den Frieden – Papst Johannes XXIII. (Papa Giovanni – Ioannes XXIII)
- 2006: Papa Luciani – Il sorriso di Dio